# Beate Kochová
Beate Kochová (* 18. srpna 1967 Jena) je bývalá německá atletka, která soutěžila v hodu oštěpem. Startovala za východní Německo na letních olympijských hrách v roce 1988 v Soulu, kde získala bronzovou medaili .